# Phaeosaces coarctatella
Phaeosaces coarctatella là một loài bướm đêm thuộc họ Oecophoridae. Nó là loài đặc hữu của New Zealand.
The larvae are lichen browsers on branches. They use old wood-borer tunnels as a
refuge.

## Hình ảnh

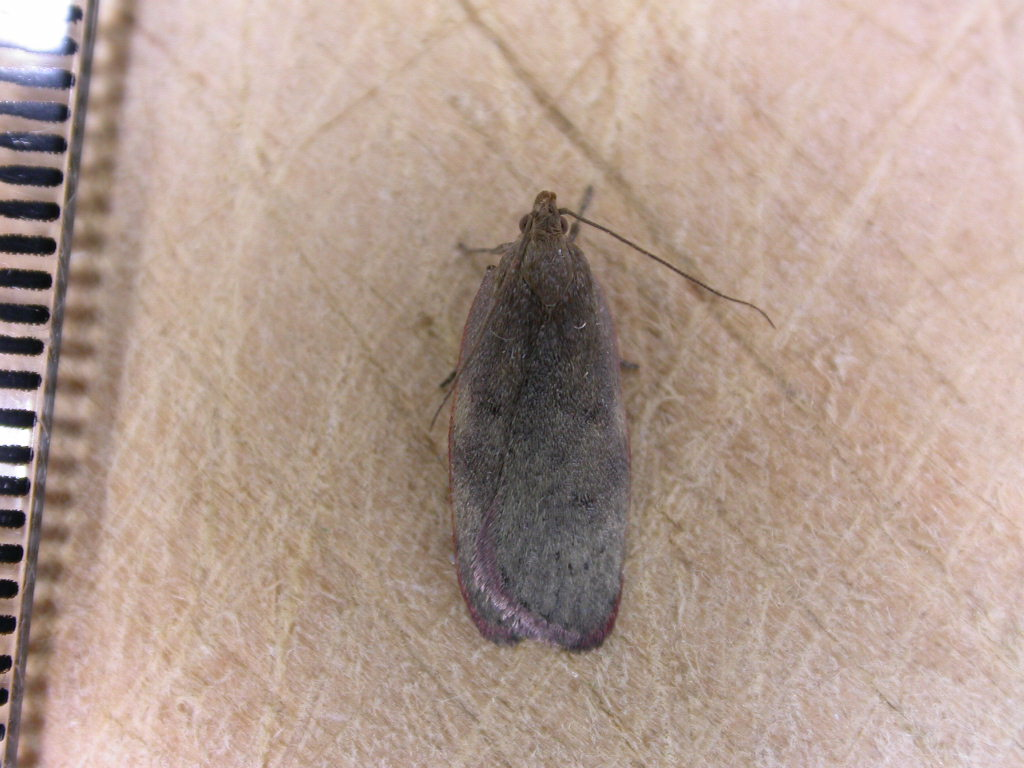
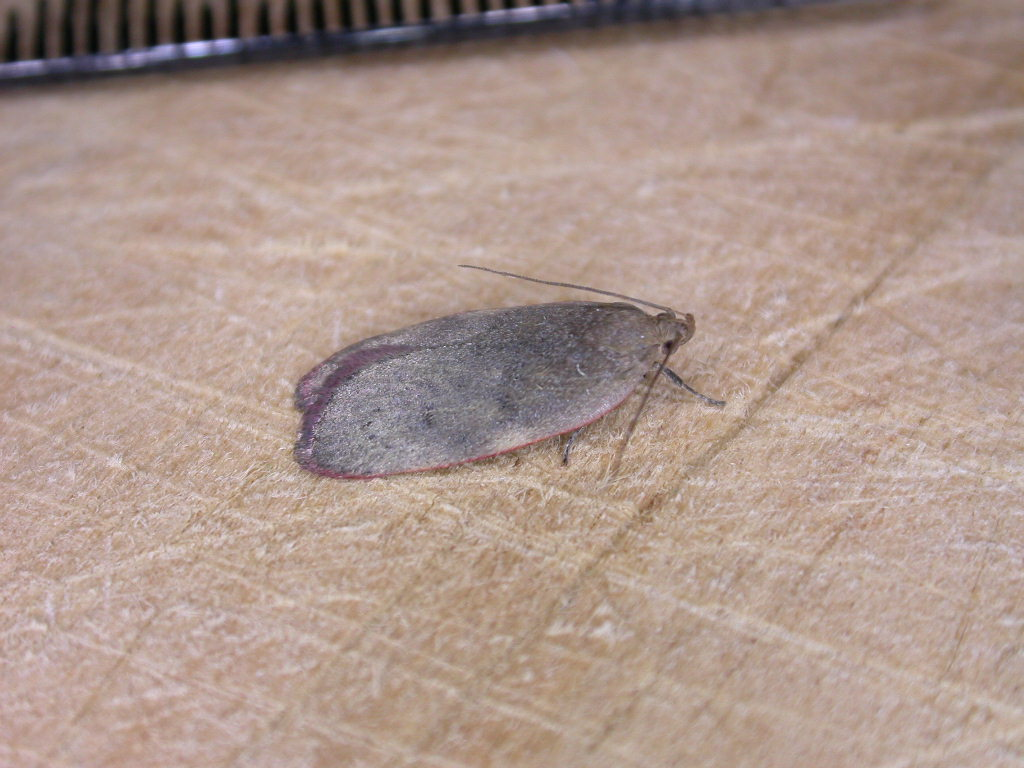
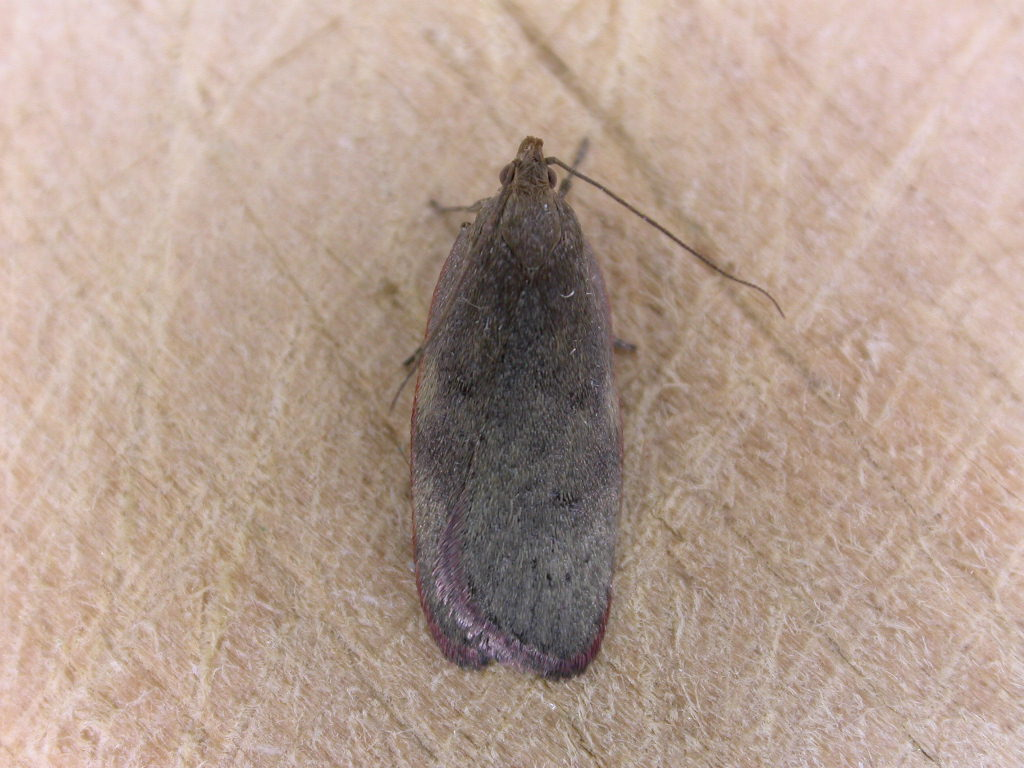
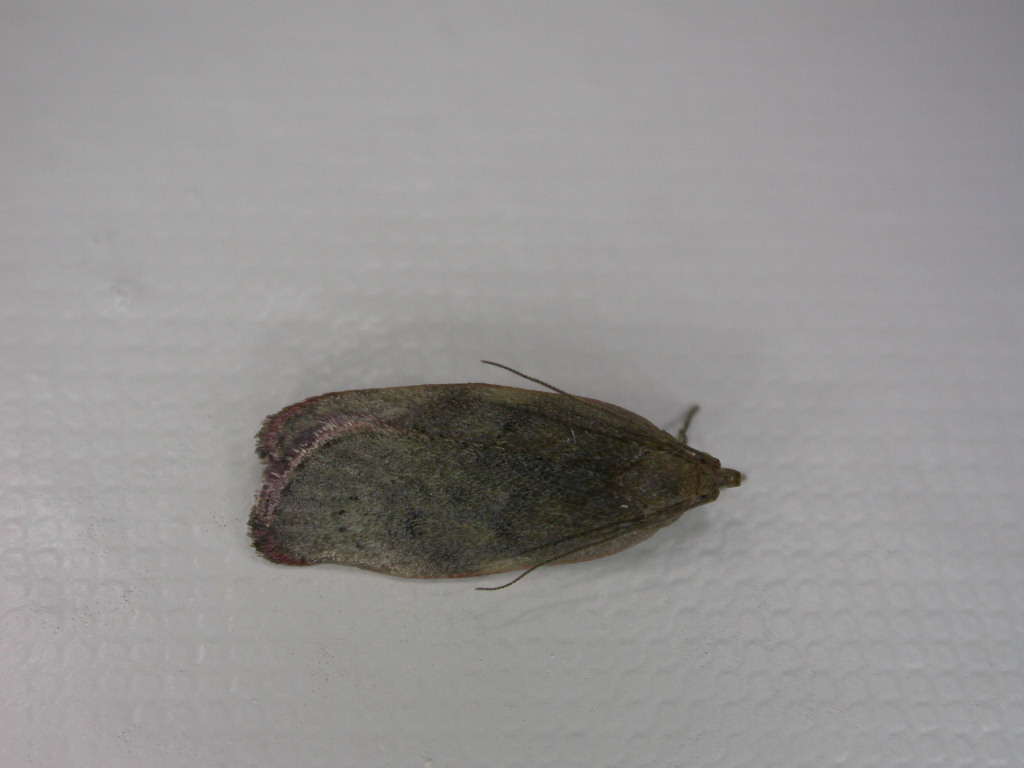